# Joël Le Tac
Joël Le Tac, né le 15 février 1918 à Paris et mort le 8 octobre 2005 à Maisons-Laffitte, est un journaliste, résistant, compagnon de la Libération, déporté et homme politique français.
Engagé dans les Forces françaises libres, il participe à des opérations commandos en France occupée et aide à mettre en place des réseaux de Résistance. Arrêté en 1942, il est déporté en Allemagne. Après guerre, il est journaliste puis député gaulliste de Paris de 1958 à 1981.

## Biographie

### Premières années
Joël Le Tac naît le 15 février 1918 à Paris de parents instituteurs et commence des études de droit qu'il interrompt avec la mobilisation en septembre 1939.

### Seconde Guerre mondiale
À la déclaration de guerre, il est mobilisé. Pendant la drôle de guerre, il prépare le concours d'entrée à l'école du génie de Versailles comme aspirant élève-officier de réserve Transmissions. À sa demande, il est muté dans l'infanterie, rejoignant le peloton d'aspirants officiers de réserve d'infanterie à Vincennes. Lors de la campagne de France, son unité se replie dans les Landes. Refusant l'armistice, il rejoint avec Henri Karcher et quelques camarades Saint-Jean-de-Luz où il embarque sur le Baron Nairn, un navire qui évacue des troupes polonaises vers l'Angleterre. Il s'engage dans les FFL et devient sergent instructeur dans le camp de jeunesse de la France libre à Brynbach, dans le Denbighshire, au Pays de Galles. Il participe ensuite sous le commandement du capitaine Georges Bergé à la création de la 1re compagnie d'infanterie de l'Air formée le 29 septembre 1940 par le vice-amiral Muselier, commandant provisoire des FAFL.
Il est l'un des cinq soldats français de l'équipe parachutée le 15 mars 1941 près de Vannes pour l'opération Savanna, montée par le Deuxième Bureau du commandant Dewavrin et par le Special Operations Executive : il s'agit d'abattre les pilotes de l'escadrille de bombardement Kampfgeschwader 100, basés à l'aérodrome de Meucon. Il reste en France.
En mai 1941, il participe en compagnie d'André Varnier à l'Opération Joséphine B — un commando français libre de la 1re compagnie de parachutistes — à détruire la centrale de Pessac (en Gironde) qui alimente en électricité la base des sommergibile italiens (sous-marins de la base italienne Betasom à Bordeaux). D'autres répercussions se feront sentir sur le trafic ferroviaire et le fonctionnement des usines de la région. La station électrique ne sera pas entièrement réparée avant une année.
Il rejoint la Grande-Bretagne en passant par l'Espagne.
Joël Le Tac, dit « Joe », et son radio, Alain de Kergorlay, dit « Joe X », viennent organiser en Bretagne le premier réseau-action en zone occupée, le réseau Overcloud (dépendant du Special Operations Executive, section RF). Quatre opérations sont réalisées :
- leur arrivée en Bretagne, dans la nuit du 13 au 14 octobre 1941 : c'est la première arrivée par voie maritime d'agents du service Action du BCRA ;
- le retour en Angleterre de Fred Scamaroni, réussi le 30 décembre 1941 ;
- le retour en Angleterre de sept agents, dans la nuit du 4 au 5 janvier 1942 ;
- le retour en France, le 1er février, de Joël Le Tac (qui se rend à Rennes pour des missions de sabotage), avec son frère Yves (qui va à Paris, chargé d'une mission de propagande pour la France Libre) et André Peulevey[6] (agent du MI6, qui va à Rennes).

Le 5 février 1942, il est arrêté, ainsi que ses parents, son frère, sa belle-sœur, et son adjoint André Lacaze. Il est détenu à Angers, puis à Fresnes jusqu'en juillet 1943. Il est alors envoyé au camp du Struthof en Alsace, et en septembre 1944 est transféré à Dachau, puis à Neuengamme et finalement à Gross-Rosen en Silésie. Lors du « convoi de la mort » de janvier 1945, il est le seul survivant d'un wagon de 100 personnes. Il va ensuite à Dora, puis à Bergen-Belsen, où il est libéré par les Anglais le 15 avril 1945.

### Après la guerre
Il devient inspecteur à l'exportation d'une importante société franco-anglaise de parfums et de couture [Quoi ?] puis dirige le service commercial d'une société d'alimentation à Nancy.
En mars 1951, il est rappelé pour servir comme capitaine en Indochine mais opte finalement pour la Corée et il intègre en janvier 1952 le bataillon français de l'ONU. Officier de renseignements, il devient ensuite commandant de la 3e Compagnie et participe aux batailles de Kumwha, du triangle de Fer et de T Bone.
De retour en France, il devient journaliste d'abord comme pigiste à Paris-Presse puis à Paris Match où il devient grand reporter en 1954, réalisant alors des reportages à travers le monde. En 1956, il devient chef du bureau Afrique du Nord au Temps de Paris.
Cette année-là, il est de nouveau mobilisé quelques mois et sert comme officier de presse au sein de l'état-major dirigé par le général Massu du corps expéditionnaire chargé du débarquement à Port-Saïd lors de l'expédition de Suez. Il redevient journaliste à Paris-Match en décembre 1956.
En 1958, lors des législatives anticipées qui suivent le retour du général de Gaulle au pouvoir, il est élu député UNR (parti gaulliste qui deviendra l'Union démocratique pour la Ve République de 1967 à 1971, l'UDR de 1971 à 1976 puis le RPR) de la Seine, dans le 18e arrondissement, à Montmartre.
En 1959, il devient secrétaire général de la fédération UNR de la Seine.
Il est réélu député de sa circonscription sans interruption jusqu'en juin 1981, où il est battu par Bertrand Delanoë avec 46,4 % des voix au 2e tour, contre 53,6 % à son adversaire, lors de la vague socialiste aux législatives qui suit l'élection de François Mitterrand à la présidence de la république.
Entre 1981 et 1983, il est président de l'Institut national de l'audiovisuel et président du Conseil international des radios et télévisions d'expression francophone (CIRTEF).
Il meurt le 8 octobre 2005 à 87 ans, à Maisons-Laffitte dans les Yvelines.

## Mandats de député
- Seine : 30 novembre 1958 - 9 octobre 1962.
- Paris : 12 mars 1967 - 30 mai 1968.
- Paris : 23 juin 1968 - 1er avril 1973.
- Paris : 11 mars 1973 - 2 avril 1978.
- Paris : 19 mars 1978 - 22 mai 1981.

## Reconnaissance

### Distinctions

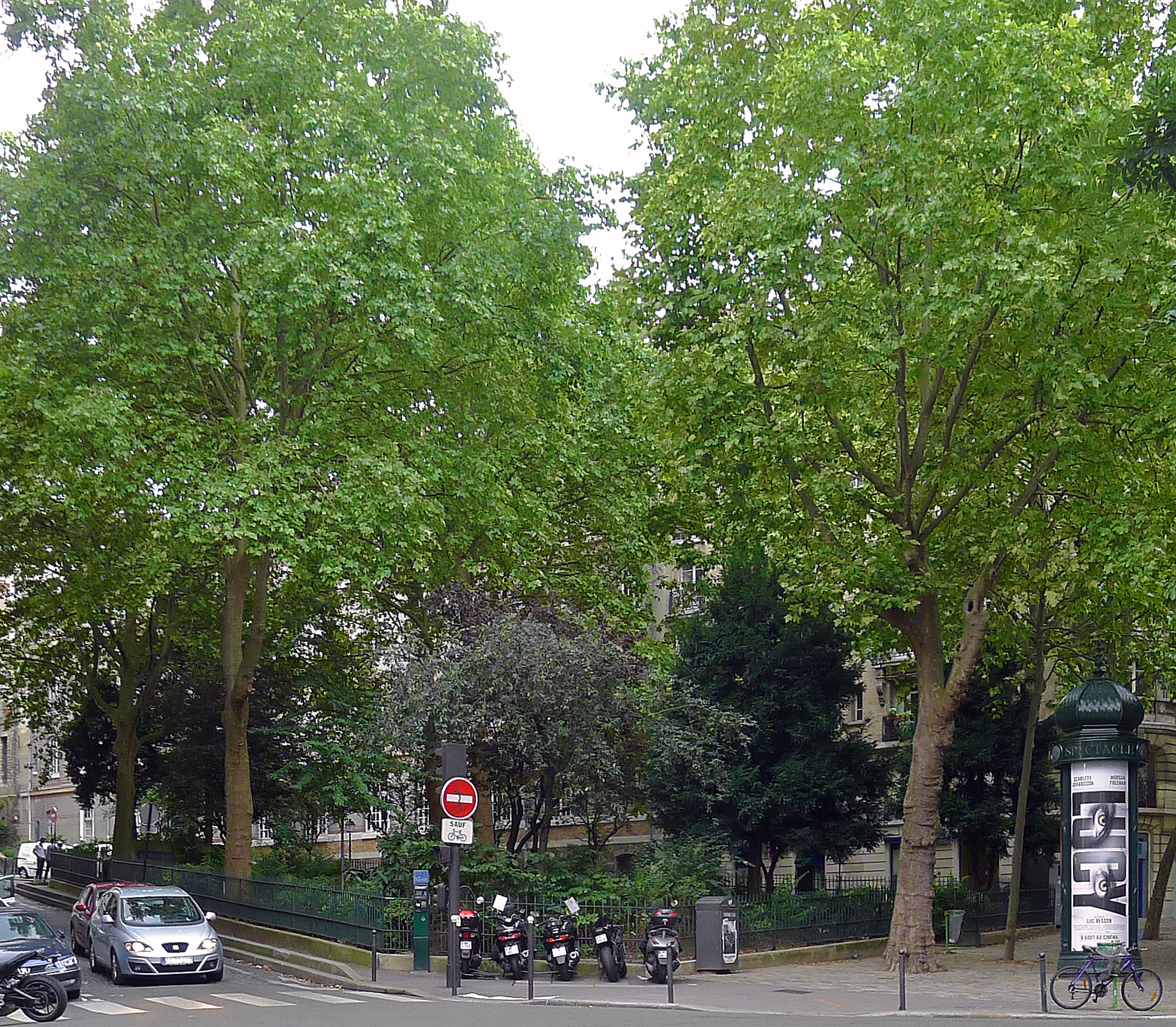
Le square Joël-Le Tac.

- Grand officier de la Légion d'honneur
- Compagnon de la Libération par décret du 17 novembre 1945[2]
- Croix de guerre 1939–1945 (5 palmes)
- Croix de guerre des Théâtres d'opérations extérieurs (2 citations)
- Médaille de la Résistance française avec rosette par décret du 3 aout 1946[8]
- Médaille commémorative des services volontaires dans la France libre
- Médaille militaire (Royaume-Uni)
- Médaille des Nations unies pour la Corée
- Croix de Guerre (Corée)

### Hommage
- Square Joël-Le Tac, situé place Constantin-Pecqueur dans le quartier des Grandes-Carrières dans le 18e arrondissement de Paris, nommé ainsi depuis le 2 février 2012 (appelé auparavant square de la place Constantin-Pecqueur).

### Sources principales et liens externes
- Photographie de Joël Le Tac sur le site Special Forces Roll of Honour.
- Notice du site de l'ordre de la Libération.
- Alain Lozac'h, Petit lexique de la Deuxième Guerre mondiale en Bretagne, Éditions Keltia Graphic, Spézet, 2005.
- Notice biographique de Joël Le Tac sur le site de l'Assemblée nationale.